# بخش چهارم: بیلی عزیز
بخش چهارم: بیلی عزیز (به انگلیسی: Chapter Four: Dear Billy)، چهارمین قسمت از فصل چهارم سریال آمریکایی علمی–تخیلی ترسناک چیزهای عجیب است که در مجموع ۲۹امین اپیزود کل سریال به‌شمار می‌رود. پل دیچر فیلم‌نامه این قسمت را نوشته و شاون لوی آن را کارگردانی کرده‌است. در این قسمت تمرکز اصلی داستان بر روی شخصیت مکس است که توسط موجودی قدرتمند در دنیای وارونه به اسم «وکنا» طلسم شده و جانش در خطر است و گروه سعی دارند پیش از آنکه دیر شود برای نجات جان او اقدام کنند. بیلی عزیز به همراه شش قسمت دیگر از بخش نخست فصل چهارم در تاریخ ۲۷ مه ۲۰۲۲ توسط نتفلیکس منتشر شد.
بیلی عزیز با تحسین گسترده منتقدان و تماشاگران همراه بود و در زمینه داستان، شخصیت‌پردازی، کارگردانی لوی، استفاده از برداشت بلند، اجرای سیدی سینک و البته نقطه اوج پایانی و استفاده از آهنگ به سوی بالای تپه‌ اثر کیت بوش مورد ستایش قرار گرفت. منتقدان همچنین از درون‌مایه تاریک اپیزود و پرداخت به مسائلی همچون خودکشی و افسردگی تمجید کردند.
در راتن تومیتوز، این اپیزود امتیاز ۱۰۰٪ را کسب کرد. همچنین بعد از پخش این قسمت، قطعه به سوی بالای تپه‌ اثر کیت بوش بعد از تقریباً ۴۰ سال از زمان انشارش دوباره وارد جدول پرفروش‌ترین تک آهنگ‌های سال شد.

## بازیگران
- سیدی سینک
- فین ولفهارد
- میلی بابی براون
- نوآ اشنپ
- گیتن ماتارازو
- کلب مک لاگلین
- وینونا رایدر
- دیوید هاربر
- جو کیری
- مایا هاک
- چارلی هیتون
- ناتالیا دایر
- جیمی باور
- متیو موداین